# Stadio olimpico metropolitano
Lo Stadio olimpico metropolitano (in spagnolo Estadio Olímpico Metropolitano) è un impianto sportivo polivalente di San Pedro Sula, in Honduras. 
Usato per lo più per le partite di calcio, ha una capienza di 37 325 posti.